# Europa 2020
Europa 2020 war ein auf zehn Jahre angelegtes Wirtschaftsprogramm der Europäischen Union, das am 3. März 2010 von der Europäischen Kommission offiziell vorgeschlagen und im Juni 2010 vom Europäischen Rat verabschiedet wurde. Ziel war „intelligentes, nachhaltiges und integratives Wachstum“ mit einer besseren Koordinierung der nationalen und europäischen Wirtschaft. Europa 2020 ist das Nachfolgeprogramm der Lissabon-Strategie, die von 2000 bis 2010 verfolgt wurde.

## Schwerpunkte
Die Schwerpunkte des Programms liegen auf der Förderung von Forschung und Entwicklung sowie von Hochschulbildung und lebenslangem Lernen zur Erhöhung des Wirtschaftswachstums, auf einer besseren gesellschaftlichen Integration sowie auf einer Förderung umweltfreundlicher Technologien. Diese Ziele ähneln stark den Hauptzielen der Lissabon-Strategie.

## Ziele und Initiativen
Zu den im Einzelnen für das Jahr 2020 formulierten Zielen der vorgeschlagenen Strategie zählen:
- die Erhöhung der Beschäftigungsquote der Bevölkerung zwischen 20 und 64 Jahren von derzeit 69 % auf mindestens 75 %,
- die Erhöhung der Investitionen in F+E auf mindestens 3 % des Bruttoinlandsprodukts, vor allem durch eine Verbesserung der Bedingungen für F+E-Investitionen im Privatsektor,
- die Reduzierung der Treibhausgasemissionen um 20 % im Vergleich zu 1990, die Erhöhung des Anteils erneuerbarer Energien auf 20 % und die Steigerung der Energieeffizienz um 20 %,
- die Reduzierung des Anteils von Schulabbrechern von derzeit 15 % auf 10 % und die Steigerung von Hochschulabsolventen im Alter von 30 bis 34 Jahren von derzeit 31 % auf mindestens 40 %,
- die Reduzierung des Anteils an Bürgern unterhalb der jeweils nationalen Armutsgrenze um 25 %, wodurch 20 Millionen Bürger aus der Armut entkommen sollen.

Diese Ziele sollen insbesondere durch sieben Flaggschiffinitiativen erreicht werden:
- Innovationsunion: Verbesserung der Bedingungen und finanzielle Förderung für F+E-Investitionen im Privatsektor,
- Jugend in Bewegung: Verbesserung der Bildungssysteme und Förderung der internationalen Attraktivität der höheren Bildung in Europa,
- Digitale Agenda: Ausbau des Breitband-Internets und Förderung eines gemeinsamen Marktes für Internetbezogene Dienstleistungen, sowie allgemeinen Zugang zu schnelleren Netzzugängen,
- Ressourceneffizientes Europa: Entkoppelung des Wirtschaftswachstums vom Verbrauch natürlicher Ressourcen durch Förderung erneuerbarer Energien, Modernisierung des Transportsektors und Förderung der Energieeffizienz,
- Industriepolitik für das Zeitalter der Globalisierung: Verbesserung des Wirtschaftsumfelds, vor allem für kleine und mittlere Unternehmen, Ausbau eines weltweit wettbewerbsfähigen, nachhaltigen Industriesektors,
- Agenda für neue Fähigkeiten und Jobs: Modernisierung des Arbeitsmarkts durch die Förderung von Arbeitsmobilität und lebenslangem Lernen, damit Arbeitsnachfrage und -angebot besser zueinander passen,
- Europäische Plattform gegen Armut: Gewährleistung sozialer und territorialer Kohäsion, sodass Wachstumsgewinne breit geteilt werden und Menschen in Armut die Möglichkeit haben, in Würde zu leben und aktiv an der Gesellschaft teilzunehmen.

## Ausarbeitung und politische Diskussion
Ein erster Entwurf der Strategie Europa 2020 war im November 2009 von der Kommission zur Bürgerkonsultation veröffentlicht worden, der offizielle Vorschlag folgte Anfang März 2010. Die Strategie ist eine der Prioritäten der spanischen EU-Ratspräsidentschaft 2010 und wurde am 17. Juni 2010 durch den Europäischen Rat gebilligt. Die Vorschläge der Kommission stießen im Vorfeld von verschiedenen Seiten auf Kritik: So wurde ihnen vorgeworfen, zu langfristig orientiert zu sein und wenig Ansätze für die kurzfristige Überwindung der internationalen Finanzkrise zu bieten.
Zudem wurde kritisiert, dass Europa 2020 keine wesentlichen Unterschiede zu den Prioritäten der Lissabon-Strategie setze, die jedoch bei der Umsetzung ihrer Ziele wenig erfolgreich gewesen war. Umstritten war daher, auf welche Weise eine bessere Einhaltung der verfolgten Ziele durch die Nationalstaaten erreicht werden könnte. Die spanische EU-Ratspräsidentschaft hatte deshalb Anfang 2010 die Einführung von Sanktionsmechanismen gegen die Mitgliedstaaten verlangt, die die Ziele der Strategie nicht erfüllten. Dieser Vorschlag stieß auf heftige Gegenwehr insbesondere der deutschen Bundesregierung. So betont sie, dass es zur Lissabon-Strategie keine grundsätzliche Änderung gäbe, sondern eine „konsequente Anwendung und Überwachung des bestehenden Regelungsrahmens“. Im Februar 2010 schlug der Präsident des Europäischen Rates, Herman Van Rompuy, vor, anstelle von Sanktionen für die Staaten, die die Ziele nicht erfüllten, finanzielle Belohnungen für die erfolgreichen Staaten einzuführen.
In der deutschen Zivilgesellschaft wurde Europa 2020 als alter Wein in neuen Schläuchen diskutiert. Der Deutsche Gewerkschaftsbund unterstrich: „Nicht Wettbewerbsfähigkeit und der Markt sollten im Mittelpunkt stehen, sondern Nachhaltigkeit, Solidarität, Kohäsion und Gleichstellung.“
Der Bundesverband der Deutschen Industrie kritisierte in seiner Stellungnahme eine mangelhafte Ausrichtung auf Themen der Energiepolitik. Aber auch Jugendverbände kritisierten die Strategie. Sie befürchten Einschnitte in der Förderung von Jugendprogrammen.
Im Jahr 2020 kritisierte die Initiative Nachrichtenaufklärung, dass die Armut nicht wie geplant reduziert wurde.